# Claudine Merlin
Pour les articles homonymes, voir Merlin (homonymie).
Claudine Merlin est une monteuse française née le 22 avril 1929 et morte le 31 octobre 2014.

## Biographie
Claudine Merlin était notamment la monteuse des films de Bertrand Blier, André Téchiné et de Josiane Balasko.

## Filmographie
- 1956 : Toute la mémoire du monde (court-métrage) d'Alain Resnais
- 1958 : Le Chant du Styrène (court-métrage) d'Alain Resnais
- 1961 : La Machine à parler d'amour (court métrage) de Sébastien Japrisot
- 1963 : Muriel, ou le Temps d'un retour d'Alain Resnais
- 1964 : Aimez-vous les femmes? de Jean Léon
- 1972 : Tout va bien de Jean-Luc Godard et Jean-Pierre Gorin
- 1973 : Poil de carotte de Henri Graziani
- 1973 : La Sœur du cadre (court-métrage) de Jean-Claude Biette
- 1973 : La Grande Bouffe de Marco Ferreri
- 1975 : Aloïse de Liliane de Kermadec
- 1975 : La Papesse de Mario Mercier
- 1976 : Calmos de Bertrand Blier
- 1976 : Barocco d'André Téchiné
- 1978 : Préparez vos mouchoirs de Bertrand Blier
- 1979 : Les Sœurs Brontë d'André Téchiné
- 1979 : Buffet froid de Bertrand Blier
- 1980 : 5 % de risque de Jean Pourtalé
- 1981 : Beau-père de Bertrand Blier
- 1981 : Hôtel des Amériques d'André Téchiné
- 1983 : Jusqu'à la nuit de Didier Martiny
- 1983 : Le Braconnier de Dieu de Jean-Pierre Darras
- 1983 : La Femme de mon pote de Bertrand Blier
- 1984 : Notre histoire de Bertrand Blier
- 1986 : Tenue de soirée de Bertrand Blier
- 1987 : La Petite Allumeuse de Danièle Dubroux
- 1988 : Chocolat de Claire Denis
- 1989 : Trop belle pour toi de Bertrand Blier
- 1990 : Notre soleil (court-métrage) d'Eric Tellène
- 1990 : Le Bal du gouverneur de Marie-France Pisier
- 1991 : Merci la vie de Bertrand Blier
- 1991 : J'embrasse pas d'André Téchiné
- 1993 : Un, deux, trois, soleil de Bertrand Blier
- 1994 : Peuchere d'Eric Tellène
- 1995 : Gazon maudit de Josiane Balasko
- 1996 : Mon homme de Bertrand Blier
- 1998 : Un grand cri d'amour de Josiane Balasko
- 1998 : La Mère Christain de Myriam Boyer
- 1999 : Trois ponts sur la rivière de Jean-Claude Biette
- 2000 : Les Acteurs de Bertrand Blier
- 2002 : Parlez-moi d'amour de Sophie Marceau
- 2003 : Saltimbank de Jean-Claude Biette
- 2004 : L'Ex-femme de ma vie de Josiane Balasko
- 2008 : Cliente de Josiane Balasko

## Récompenses et nominations
- Césars 1977 : nomination au César du meilleur montage pour Barocco
- Césars 1980 : double nomination au César du meilleur montage pour Buffet froid et Les Sœurs Brontë
- Césars 1985 : nomination au César du meilleur montage pour Notre histoire
- Césars 1987 : nomination au César du meilleur montage pour Tenue de soirée
- Césars 1990 : César du meilleur montage pour Trop belle pour toi
- Césars 1992 : nomination au César du meilleur montage pour Merci la vie